# 滑动变焦

一段动画中的一帧，展示滑动变焦的拍摄。上部是从摄像机看到的画面；当背景中的茶壶变大时，立方体保持大小不变。下部是俯视图，摄像机正在向后移动，同时将镜头推进。

滑动变焦（英語：Dolly zoom），又稱推軌變焦，是電影拍攝中一种破坏正常视知觉来给人以不安感的机内特效。
滑动变焦的做法是，在转动变焦镜头改变视角（视野，FOV）的同时，把摄像机移向或者移离物体，使物体在画面中一直保持相同大小。因此，机位在远离物体的同时，镜头向前推进，或者与此相反。这样画面就会在变焦中就会产生一种连续的透视变形，最直观的特点是背景改变大小而主体不变。
在视觉表现上，或是背景突然变大变丰富有淹没前景之势，或是前景变得巨大无比掌控整个画面布局，具体取决于用哪一种推拉移动方式。人类的视觉感知系统同时用直观大小和透视关系来判断物体的相对大小。因此，看到透视关系改变，而直观大小不变，会给人带来不安感，产生强烈的情感效果。
滑动变焦最初是由罗马尼亚摄像师Sergiu Huzum提出的，但第一次使用这种特效的是美國電影攝影師艾明·羅伯茲（Irmin Roberts）。他当时在派拉蒙电影公司出品、亞佛烈德·希區考克（Alfred Hitchcock）执导的电影《迷魂记》（Vertigo），中担任第二摄制组的摄像师。
另外，滑动变焦也用在《大白鲨》（Jaws）、《粉红色杀人夜》（Body Double）、《猫女乐队》（Josie and the Pussycats）、《好家伙》（Goodfellas）、《魔戒》（Lord of the Rings）、《狮子王》（The Lion King）等电影作品中。

## 其它英文名称
Dolly zoom在英文中有各种各样的称呼。
- [2]
- "Hitchcock shot" or "Hunter shot"[3][4]
- Triple Reverse Zoom
- Reverse Tracking Shot
- Back Zoom Travelling
- Hunter Smith Shot
- "Smash Zoom" or "Smash Shot"
- Jaws shot"
- Vertigo zoom
- Telescoping
- Trombone shot
- Push/pull
- The Long Pull
- The Trombone Effect
- A Stretch shot
- Reverse Pull
- More technically as forward zoom / reverse tracking or zoom in / dolly out
- Trans-trav（in Romanian and Russian）, from trans-focal length operation and travelling movement
- Contra-zoom

## 特效的表达目的
滑动变焦常被电影制作者用来表现“晕头转向”（vertigo）的感觉，或者“灵魂出窍”的感觉，或是一种非现实感，也被用来表现人物正在经历一场觉醒，他需要重新评估以前深信不疑的一切。自从Hitchcock把这种效果推而广之（他在电影《艳贼》（Marnie）中又用了一次来指示高潮），越来越多的电影制作者争相模仿，最终变成了一种不实的花招、陈旧的手法（据称）。

## 光学原理
在大多数情况下，可以认为图像空间和物体空间处在同一介质中。如此，对于焦内的一个物体来说，镜头到像平面的距离{\displaystyle s_{i}}，镜头到物体的距离{\displaystyle s_{o}}，和焦距{\displaystyle f}有如下关系：
{\displaystyle {1 \over s_{i}}+{1 \over s_{o}}={1 \over f}}
横向放大率{\displaystyle M}可以表示为： 
{\displaystyle M={s_{i} \over s_{o}}={f \over (s_{o}-f)}}
物体在{\displaystyle s_{o}}处的轴向放大率{\displaystyle M_{ax}}是镜头-像平面距离{\displaystyle s_{i}}改变量对镜头-物体距离{\displaystyle s_{o}}改变量的比值。对于处在有限景深的物体，可以认为平均轴向放大率等于像平面景深和物体景深的比值。 
{\displaystyle M_{ax}=\left|{d \over d(s_{o})}{s_{i} \over s_{o}}\right|=\left|{d \over d(s_{o})}{f \over (s_{o}-f)}\right|=\left|{-f \over (s_{o}-f)^{2}}\right|={M^{2} \over f}}
可以看到，如果放大率为常数，焦距越大轴向放大率越小，焦距越小轴向放大率越大。也就是说，当在使摄像机（镜头）远离物体同时使用更长的焦距时，如果物体保持不变的放大率{\displaystyle M}，物体会看起来更“浅”，物体之间的轴向距离更小。相反地，要使轴向放大率变大，就要将摄像机（镜头）接近物体同时使用更短的焦距。 

### 计算距离
制作这种特效时，需要固定摄像机放置在离物体一定“距离”（视觉距离）上，这个距离将在滑动变焦中保持不变。这个距离取决于被摄场景的大小，和相机镜头的视角（FOV）。计算不同视角大小下所需的距离前，需要先计算不变的场景宽度。例如，90°的视角和2米的距离可以产生4米宽度的场景，允许4米大小的物体在画面中保持大小不变。
{\displaystyle \mathrm {distance} ={\frac {\mathrm {width} }{2\tan \left({\frac {1}{2}}\mathrm {fov} \right)}}}